# Copelatus fluviaticus
Copelatus fluviaticus là một loài bọ cánh cứng trong họ Bọ nước. Loài này được Guignot miêu tả khoa học năm 1957.